# Myotis petax
Myotis petax is een zoogdier uit de familie van de gladneuzen (Vespertilionidae). 

## Verspreiding en leefgebied
Deze soort komt voor in Rusland (zuidelijk en oostelijk Siberië, Transbaikal, Primorje en Sachalin), Noord-China, Mongolië, Korea en Japan (Hokkaido).